# لويس هايوارد
لويس هايوارد (بالإنجليزية: Louis Hayward)‏ هو ضابط وممثل بريطاني، ولد في 19 مارس 1909 بجوهانسبرغ في جنوب أفريقيا، وتوفي في 21 فبراير 1985 ببالم سبرينغس في الولايات المتحدة بسبب سرطان وسرطان الرئة. من الجوائز التي نالها ميدالية النجمة البرونزية.

## أعمال

### أفلام
- (1935) ريشة في قبعتها
- (1936) أنتوني السيء

## جوائز
- ميدالية النجمة البرونزية

## وصلات خارجية
- لويس هايوارد على موقع IMDb (الإنجليزية)
- لويس هايوارد على موقع ألو سيني (الفرنسية)
- لويس هايوارد على موقع ميوزك برينز (الإنجليزية)
- لويس هايوارد على موقع تيرنر كلاسيك موفيز (الإنجليزية)
- لويس هايوارد على موقع أول موفي (الإنجليزية)
- لويس هايوارد على موقع قاعدة بيانات برودواي على الإنترنت (الإنجليزية)
- لويس هايوارد على موقع قاعدة بيانات الأفلام السويدية (السويدية)
- لويس هايوارد على موقع إن إن دي بي (الإنجليزية)
- لويس هايوارد على موقع قاعدة بيانات الفيلم (الإنجليزية)
- لويس هايوارد على موقع كينوبويسك (الروسية)